# Lüliang
Lüliang (egyszerűsített kínai írással: 吕梁市, pinjin: Lǚliáng) prefektúra szintű város Kínában, Sanhszi tartományban. Lakosainak száma 3 398 431 fő (2020).

## Népesség
| 2010 | 3 727 068 |
| 2020 | 3 398 431 |